# Original H
Original H ist eine Kompa-Band, die 2000 in Paris gegründet wurde. Die Gründungsmitglieder sind alle mit anderen Bandmitgliedern verwandt. Die Texte sind in Haitianisch und Französisch.
Die Band hat schon früh in ihrer Karriere Auftritte im außereuropäischen Ausland absolviert, so war sie nach ihren eigenen Angaben bereits 2003, dem Veröffentlichungsjahr ihres Debütalbums Wè pa Wè Tout Moun Jwen-n, in Haiti. 2005 gab es einen Auftritt beim Festival Panafricain de Musique (FESPAM) in Brazzaville, Republik Kongo.

## Diskografie
- Wè pa Wè Tout Moun Jwen-n, 2003
- Min Kompa, 2005 (Live)
- Tout moun dako, 2006
- Original H, 2009 (Live)
- Ouvè Pòt La, 2010
- Mise à jour, 2017
- Nan boul figi yo, 2021 (Live)